# Нови Оскол
Нови Оскол (рус. Новый Оскол) град је у Русији у Белгородској области.

## Становништво
| 1939. | 1959.  | 1970.  | 1979.  | 1989.  | 2002.  | 2010.  |
| ----- | ------ | ------ | ------ | ------ | ------ | ------ |
| 5.400 | 12.908 | 15.850 | 17.887 | 20.072 | 20.892 | 19.530 |